# Franz Plangger
Franz Plangger, né le 2 octobre 1966, est un skeletoneur autrichien actif entre la fin des années 1980 et le début des années 2000. Il a atteint à quatre reprises le podium des championnats du monde entre 1989 et 1996 et a remporté le classement général de la Coupe du monde en 1992-1993.

## Palmarès

### Championnats du monde
En individuel : 
- Médaille d'argent : en 1993  et 1996.
- Médaille de bronze : en 1989 et 1994.

### Coupe du monde
- 1 globe de cristal en individuel : vainqueur en 1993.
- 12 podiums individuels : 6 victoires, 4 deuxièmes places et 2 troisièmes places.

#### Détails des victoires en Coupe du monde
| Édition   | Piste                  | Total |
| 1992-1993 | Oberhof Igls Altenberg | 3     |
| 1993-1994 | Igls                   | 1     |
| 1994-1995 | Altenberg Lake Placid  | 2     |